# Cheirosa
"Cheirosa" é uma canção da dupla sertaneja brasileira Jorge & Mateus, lançada em 11 de outubro de 2019 como single em todas as plataformas digitais de áudio e vídeo. Composta por Junior Angelim e produzida por Neto Schaefer, o videoclipe e áudio da canção foram gravados em 21 de setembro de 2019, durante a edição do Villa Mix Rio Preto. A direção do vídeo foi feita por Anselmo Troncoso, diretor de conteúdo audiovisual de longa data da dupla, sendo incluída mais tarde no EP T.E.P. Em 2020, recebeu uma certificação dupla de platina pela Pro-Música Brasil.

## Antecedentes e gravação
No início de 2019, foi divulgado em uma entrevista para promover o show "Jorge & Mateus - Único" a intenção de lançar um EP com músicas inéditas. No primeiro semestre do ano, a dupla lançou o single "Tijolão" em 24 de maio de 2019 para todas as plataformas digitais de áudio e vídeo. A canção registrou um expressivo lançamento nas plataformas digitais e nas rádios de todo o país.
A dupla foi uma das principais atrações do Villa Mix Rio Preto, que ocorreu em 21 de setembro de 2019 no município de São José do Rio Preto, em São Paulo. O evento ocorreu no Recinto de Exposições, uma área de 28 mil metros quadrados, que contou com uma estrutura de um palco de 52 metros e 15 toneladas de som e iluminação. Nesta ocasião, o áudio e o clipe oficial de "Cheirosa" foram gravados, para um público de 35 mil pessoas.

## Conteúdo e composição
A canção, composta por Júnior Angelim, conta a história de uma pessoa que sofreu uma desilusão amorosa. Por esse motivo, ela resolve ingerir bebidas alcoólicas para homenagear a saudade de sua pessoa amada, no qual ele se refere, carinhosamente, como "Cheirosa". "Essa gelada eu vou beber / Em homenagem a saudade que eu tô (sic) da minha cheirosa / Que jurou na minha cara que a gente não tem mais volta…" diz a letra.

## Faixa e formatos
"Cheirosa" foi lançado como single em streaming nos serviços Spotify, Deezer, YouTube Music e Tidal e para download digital no Apple Music e Google Play Music, contendo somente a faixa, com duração total de três minutos.
| Streaming e download digital |                      |         |  |
| N.º                          | Título               | Duração |  |
| 1.                           | "Cheirosa (Ao Vivo)" | 3:00    |  |

## Recepção

### Certificações
| País (Provedor)                                              | Certificação | Unidades/vendas certificadas |
| ------------------------------------------------------------ | ------------ | ---------------------------- |
| Brasil (Pro-Música Brasil)                                   | 2× Diamante  | ±600 000                     |
| Dados de vendas + streaming baseados apenas na certificação. |              |                              |